# Селивёрстов, Юрий Иванович
Юрий Иванович Селивёрстов (род. 20 октября 1956, Воронеж) — государственный и политический деятель, председатель Белгородской областной Думы (1994—1997). Заведующий кафедрой экономики и организации производства Белгородского государственного технологического университета им. В. Г. Шухова, профессор.

## Биография
Родился 20 октября 1956 года в общежитии Воронежского сельскохозяйственного института. Школу окончил с золотой медалью в Старом Осколе. Окончил Ленинградский механический институт, по специальности производство летательных аппаратов. По окончании ВУЗа был направлен по распределению в город Белгород. В Белгороде работал на заводе по переработке пластмасс. Завод входил в оборонный комплекс СССР, где производились ракетные комплексы Пионер и Тополь.
В январе 1992 года, указом президента назначен первым главой администрации города Белгорода. С 1994 по 1997 год, председатель Белгородской областной думы.